# Nogosaren (Getasan)
Nogosaren is een bestuurslaag in het regentschap Semarang van de provincie Midden-Java, Indonesië. Nogosaren telt 1427 inwoners (volkstelling 2010).